# Чискас
Чискас (исп. Chiscas) — небольшой город и муниципалитет на северо-востоке центральной части Колумбии, на территории департамента Бояка. Входит в состав провинции Гутьеррес.

## История
Поселение, из которого позднее вырос город, было основано в 1777 году. Муниципалитет Чискас был выделен в отдельную административную единицу в 1842 году.

## Географическое положение

Муниципалитет Чискас

Город расположен в северо-восточной части департамента, в гористой местности Восточной Кордильеры, к северу от реки Моско, на расстоянии приблизительно 142 километров к северо-востоку от города Тунха, административного центра департамента. Абсолютная высота — 2404 метра над уровнем моря.
Муниципалитет Чискас граничит на севере и северо-востоке с территорией муниципалитета Кубара, на востоке и юго-востоке — с муниципалитетом Гуикан, на юге и западе — с муниципалитетом Эль-Эспино, на юго-западе — с территорией департамента Сантандер. Площадь муниципалитета составляет 659 км².

## Население
По данным Национального административного департамента статистики Колумбии, совокупная численность населения города и муниципалитета в 2015 году составляла 4291 человек.
Динамика численности населения муниципалитета по годам:
| 2005 | 2006 | 2007 | 2008 | 2009 | 2010 | 2011 | 2012 | 2013 | 2014 | 2015 |
| ---- | ---- | ---- | ---- | ---- | ---- | ---- | ---- | ---- | ---- | ---- |
| 5372 | 5264 | 5153 | 5033 | 4931 | 4825 | 4721 | 4604 | 4506 | 4402 | 4291 |

Согласно данным переписи 2005 года мужчины составляли 49,7 % от населения Чискаса, женщины — соответственно 50,3 %. В расовом отношении белые и метисы составляли 99,1 % от населения города; негры, мулаты и райсальцы — 0,7 %; индейцы — 0,2 %.
Уровень грамотности среди всего населения составлял 85,6 %.

## Экономика
58,7 % от общего числа городских и муниципальных предприятий составляют предприятия торговой сферы, 27,2 % — предприятия сферы обслуживания, 14,1 % — промышленные предприятия.